# Oberbronn

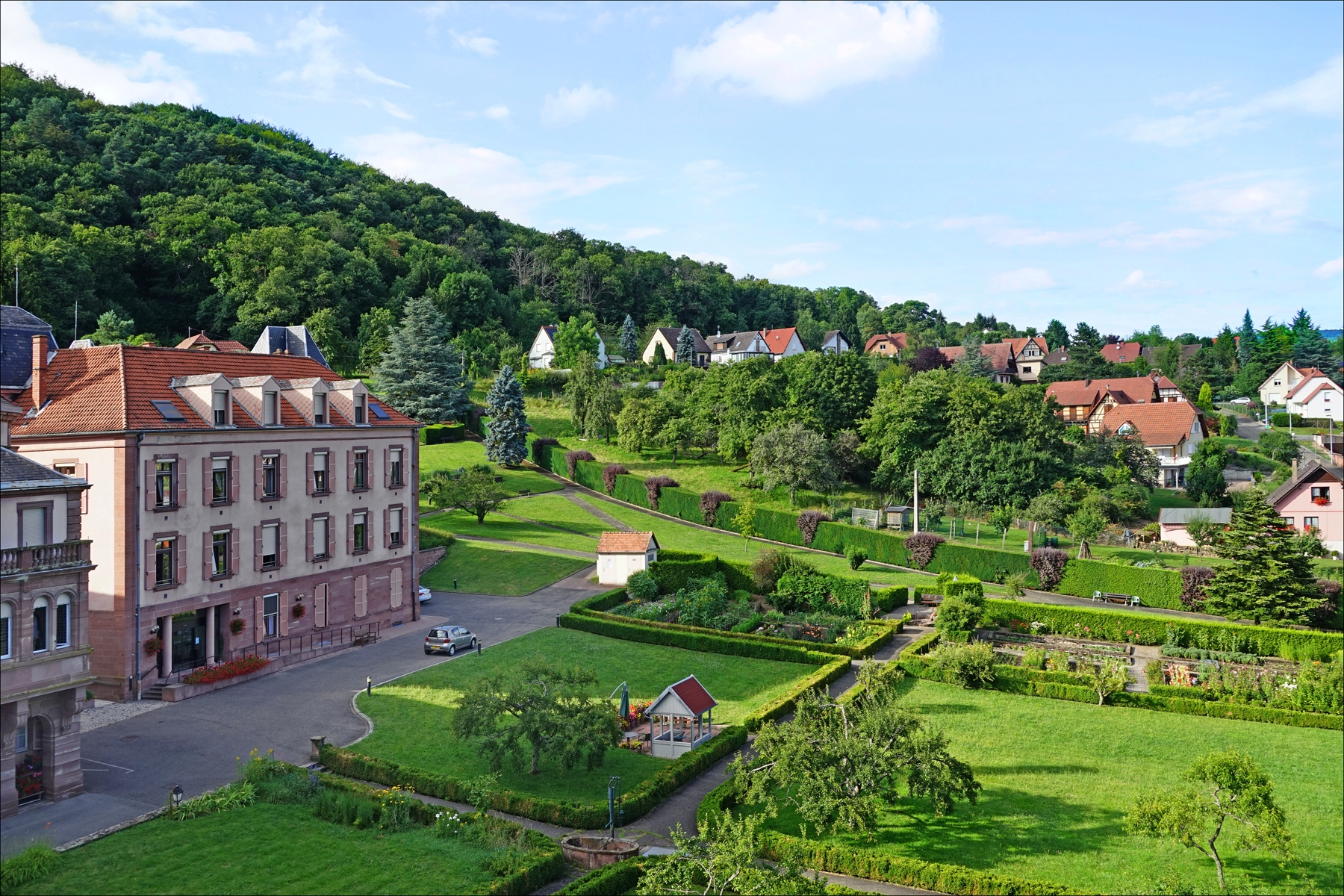
Monasterio de Oberbronn

Oberbronn es una comuna francesa situada en la circunscripción administrativa de Bajo Rin y, desde el 1 de enero de 2021, en la Colectividad Europea de Alsacia, en la región de Gran Este.

## Demografía
| 1342 | 1355 | 1159 | 1184 | 1125 | 1424 | 1508 |
| Para los censos de 1962 a 1999 la población legal corresponde a la población sin duplicidades (Fuente: INSEE [Consultar]) |      |      |      |      |      |      |